# St. Johann Baptist (Johanneskirchen, München)

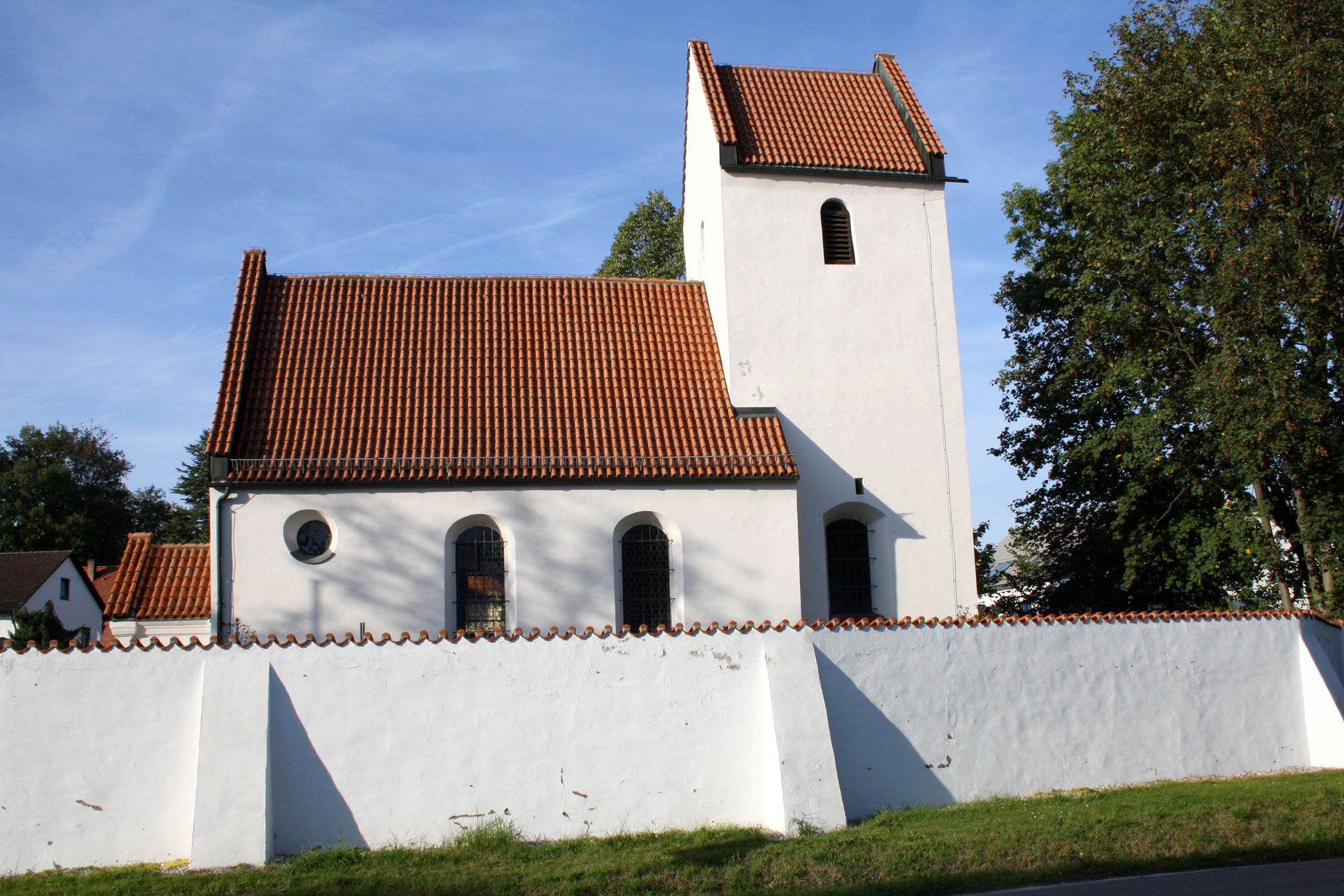
St. Johann Baptist in Johanneskirchen

St. Johann Baptist ist ein Kirchengebäude im Münchner Stadtteil Johanneskirchen im Stadtbezirk Bogenhausen. Das Gotteshaus ist dem heiligen Johannes dem Täufer (Gedenktag: 24. Juni) geweiht. Es ist eine Nebenkirchen der Pfarrei St. Thomas Apostel im Stadtteil Oberföhring.

## Geschichte
Im Jahr 815 wird in einer Urkunde zwischen dem Hochstift Freising und dem Diakon Huuezzi erstmals eine Johannes dem Täufer geweihte Kirche als „ecclesia sancti Johannis baptiste in loco Feringas“ erwähnt. Das war die erste Pfarrkirche der Urpfarrei Föhring. Die heutige Kirche im romanischen Stil stammt aus dem 13. Jahrhundert. Sie wurde als von einer Ringmauer umgebene Kirchenburg erbaut und diente auch als Wehranlage und Zufluchtstätte.

## Beschreibung
Die Kirche besteht aus einem Langhaus, das nach Westen ausgerichtet ist und dem an der Ostseite ein wuchtiger quadratischer Chorturm mit Satteldach und einer Mauerdicke von 180 cm an der Basis vorgesetzt ist. Umgeben ist die Kirche von einem Friedhof in ovalem Mauerring, der jedoch seit seiner teilweisen Abtragung im 17. Jahrhundert nur noch die Hälfte der Höhe der mittelalterlichen Mauer aufweist.
Bei einer Renovierung der Kirche im Jahre 1939 wurden Reste von Fresken aus dem 14. Jahrhundert mit Aposteldarstellungen entdeckt.
In das historische Barockgehäuse baute die Firma Riegner & Friedrich ein fünfregistriges Werk.